# Ivan Müller

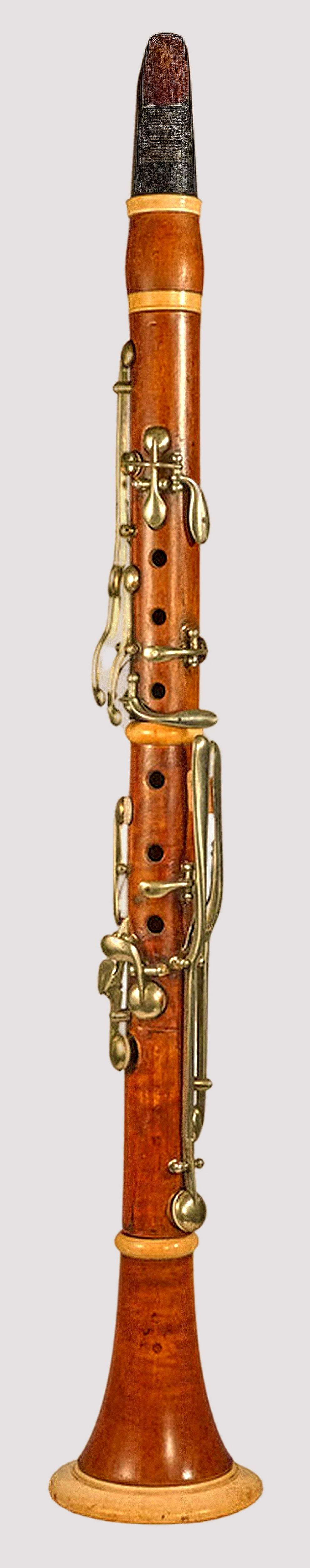
Clarinetto a 13 chiavi di Ivan Müller

Iwan Muller

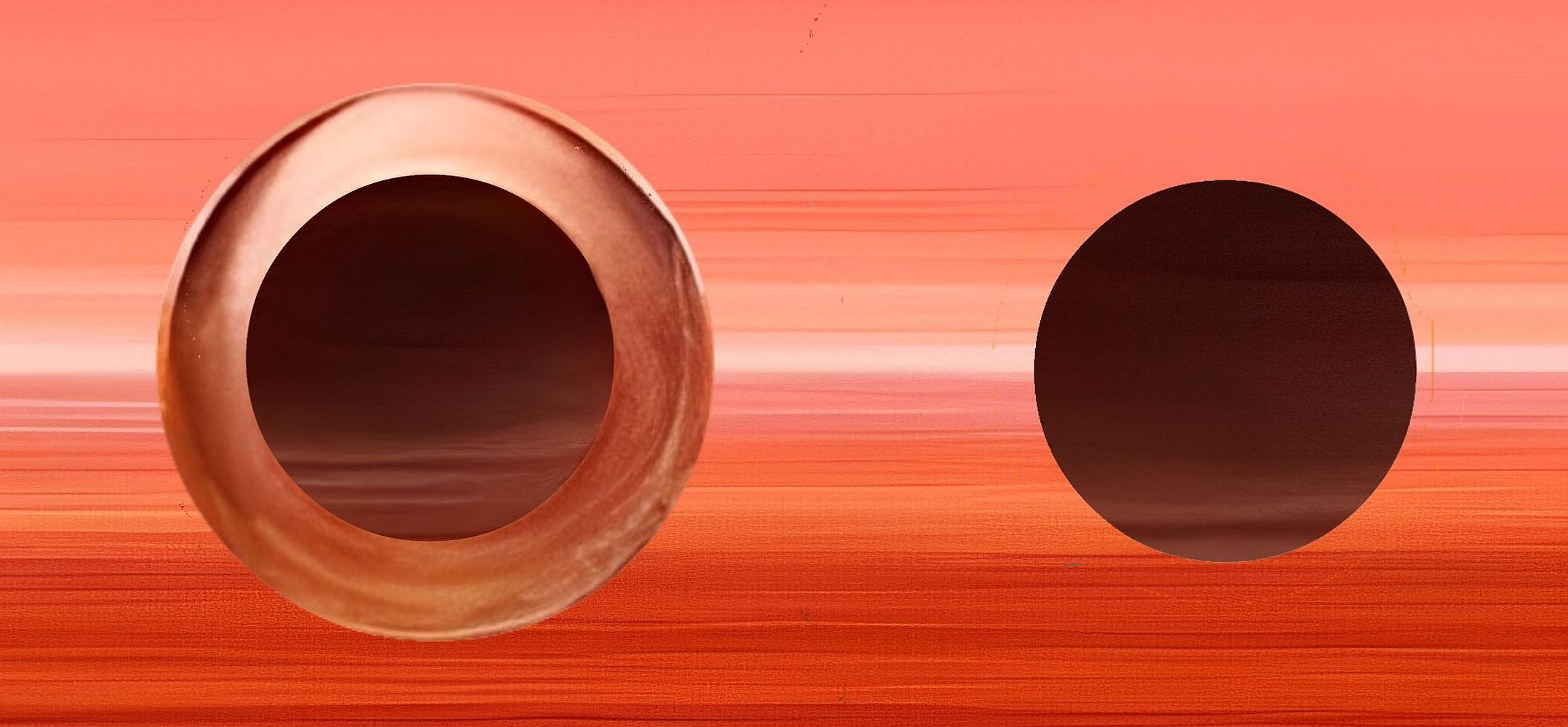
Foro tonale svasato con anello conico in accoppiamento con foro tono semplice

Ivan Müller a volte scritto Iwan Mueller (Reval, 1786 – Bückeburg, 1854) è stato un clarinettista, compositore e inventore russo che all'inizio del XIX secolo realizzò un importante passo avanti nello sviluppo del clarinetto.

## Biografia
Müller nacque a Reval (l'odierna Tallinn), a quel tempo una città con una forte comunità tedesca baltica nel Governatorato dell'Estonia, parte dell'Impero russo. Divenne musicista da camera a San Pietroburgo prima dei vent'anni. Allo stesso tempo, si sforzava costantemente di migliorare il clarinetto, con nuovi tipi di chiavi. A quel tempo, il clarinetto standard utilizzava lastre piatte di ottone rivestite in morbida pelle per coprire i fori dei toni. Poiché perdevano aria, il numero di esse doveva essere ridotto al minimo, il che significava che le note al di fuori della scala principale del clarinetto (alterazioni) dovevano essere ottenute da diteggiature complicate, difficili da suonare rapidamente e raramente intonate. I clarinetti avevano cinque o sei chiavi, il minimo indispensabile per ottenere una scala cromatica accettabile.
La soluzione di Müller era il pad imbottito, originariamente realizzato in pelle di capretto imbottito di feltro. Questi pad si "rigonfiavano", in modo tale che in combinazione con fori di tono svasato (chiamati Zwirl o twist o twister), chiudevano i buchi della tastiera sufficientemente stretti da consentire l'uso di un numero maggiore di tasti rendendo possibile il "clarinetto omnitonico".
Oltre al sistema di diteggiatura e ai feltrini, Müller è anche conosciuto come l'inventore della legatura metallica (che sostitui il filo, ampiamente utilizzato in passato e ancora oggi nelle regioni di lingua tedesca), che viene utilizzata oggi in quasi tutti gli strumenti a fiato ad ancia singola.
Müller continuò a lavorare a Dresda, Berlino e Lipsia, dove si specializzò nel corno di bassetto, un tipo di clarinetto basso.
Nel 1809 si esibì con grande successo su un clarinetto realizzato secondo le sue specifiche. Nello stesso anno si trasferì a Parigi, ottenne il sostegno di un ricco mecenate, il (sig.) Marie-Pierre Petit, e iniziò a produrre clarinetti in serie.
Nel 1812 presentò il suo nuovo clarinetto a 13 tasti con cuscinetti ermetici al Conservatorio di Parigi, ma non ottenne grande successo. Tuttavia, il nuovo clarinetto di Müller, con gamma cromatica completa, divenne popolare e lo strumento standard per gran parte del XIX secolo. Venne ulteriormente sviluppato nel sistema Öhler, il sistema prevalente in Germania oggi. Fu anche adottato dal famoso Hyacinthe Klosé, clarinetto principale al Théâtre Italien di Parigi.